# Xã Norwegian Grove, Quận Otter Tail, Minnesota
Xã Norwegian Grove (tiếng Anh: Norwegian Grove Township) là một xã thuộc quận Otter Tail, tiểu bang Minnesota, Hoa Kỳ. Năm 2010, dân số của xã này là 300 người.